# Khắc Niệm
Khắc Niệm là một phường thuộc thành phố Bắc Ninh, tỉnh Bắc Ninh, Việt Nam.
Phường Khắc Niệm có diện tích 7,45 km², dân số năm 2013 là 15.654 người, mật độ dân số đạt 2.102 người/km².

## Di tích lịch sử
Thời kỳ 12 sứ quân ở thế kỷ X, vùng đất Khắc Niệm là nơi chiếm đóng của sứ quân Nguyễn Thủ Tiệp. Hiện nay ở đây vẫn còn ngôi đình làng Ném Đoài thờ vị sứ quân này và chùa Cổ Niệm do ông cho xây dựng. Đình Ném Thượng cũng thờ Nguyễn Thủ Tiệp với lễ hội chém lợn được tổ chức hàng năm.

## Lịch sử
Trước là xã Khắc Niệm thuộc huyện Tiên Du sáp nhập vào.

## Hình ảnh

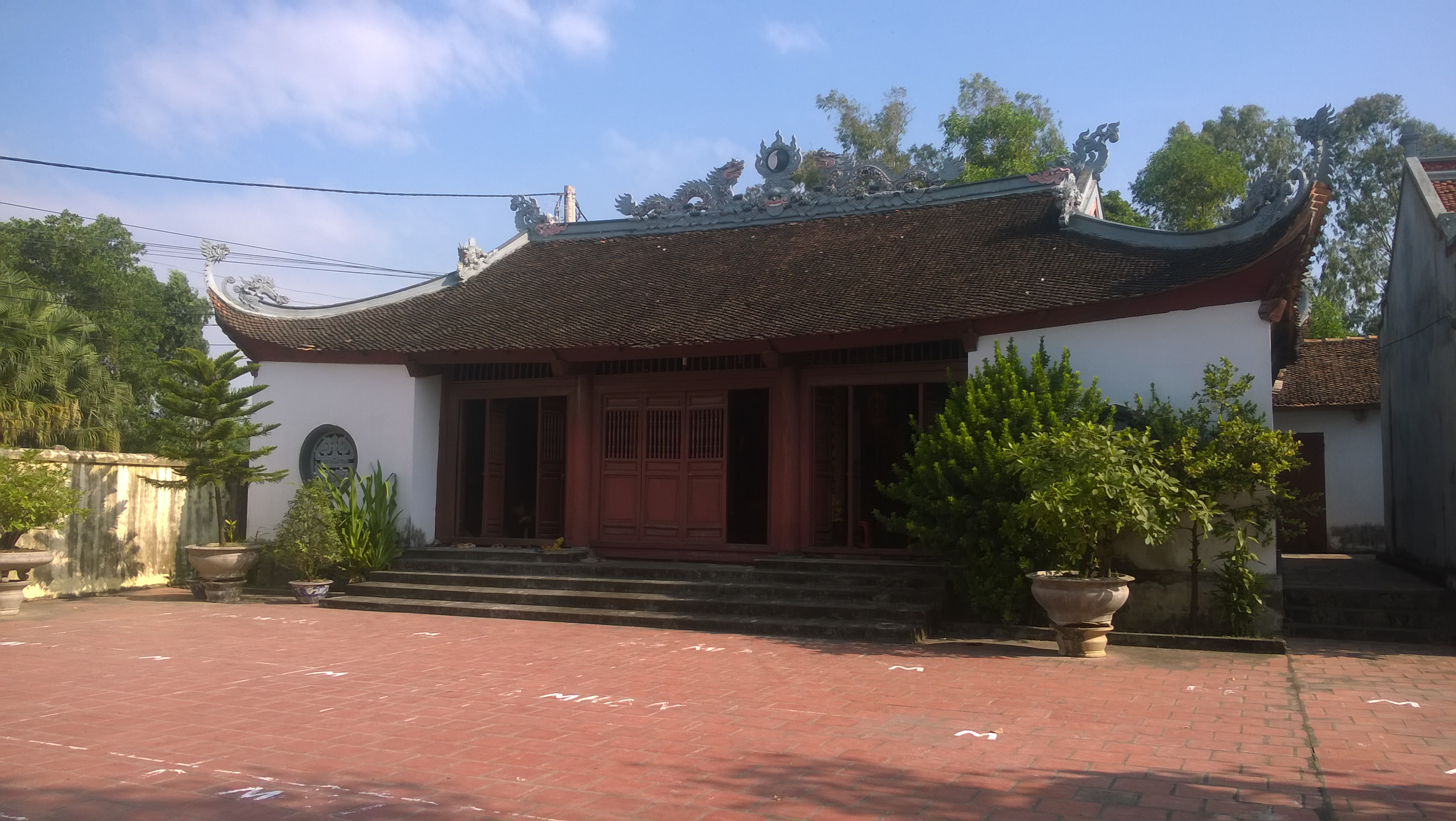
Đình Ném Đoài
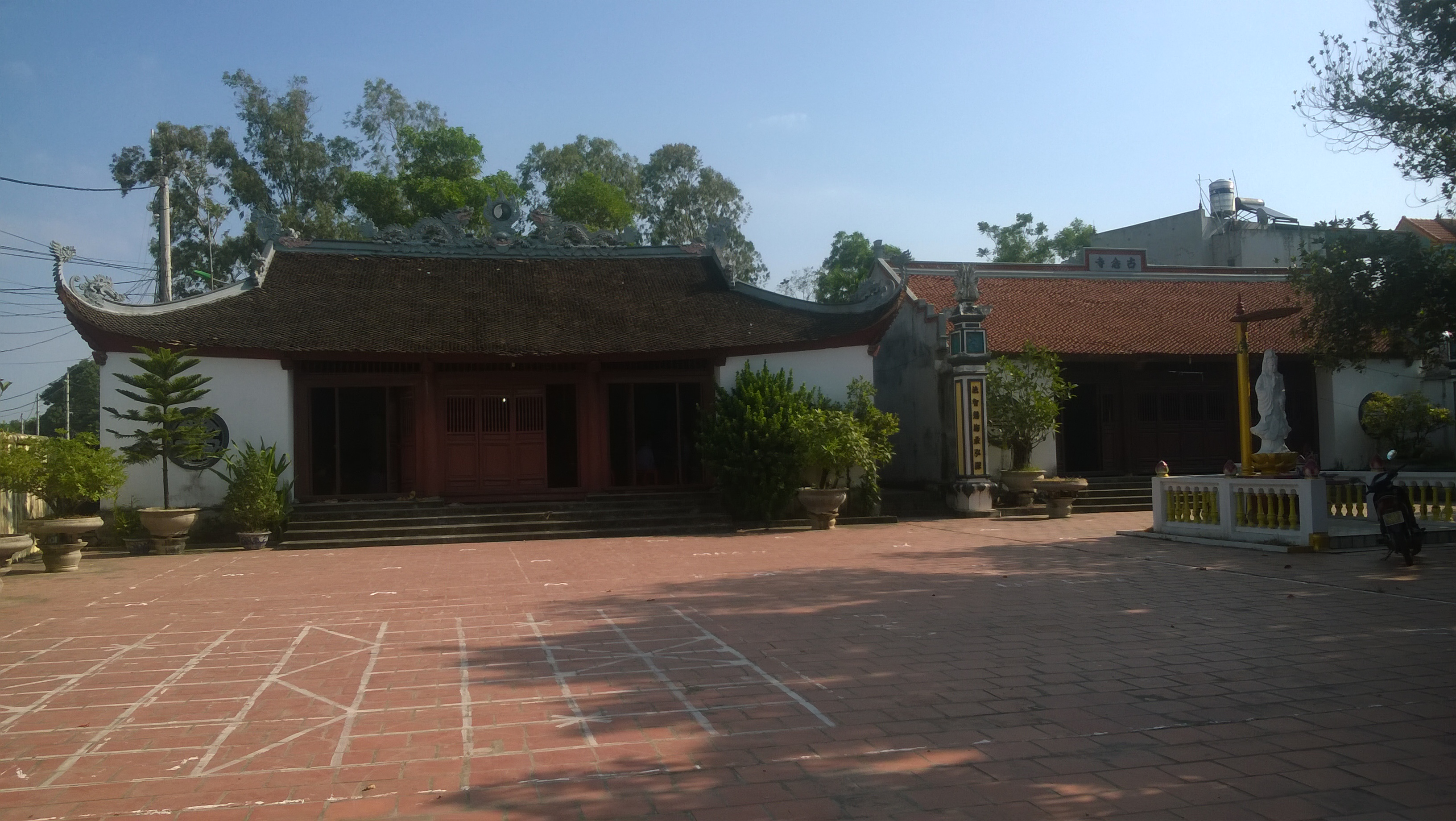
Đình Ném Đoài